# Curacine A
 (juin 2012).
La Curacine A est une molécule issue d'une cyanobactérie qui a des propriétés anti-mitotiques.